# Снег (сингл)
«Снег» — состоящий из двух песен сингл, выпущенный Земфирой с альбомов «Земфира» и «Прости меня моя любовь» 26 декабря 1999 года пятитысячным тиражом в ходе гастрольного тура в поддержку дебютного альбома. Записан в составе её группы «Zемфира». 5 января 2000 года была выпущена песня «Лондон» (концертная версия, представленная на сингле) как первый радиосингл с альбома «Прости меня моя любовь». Студийная версия песни с изменённой аранжировкой появилась в качестве бонус-трека в следующих изданиях альбома «Прости меня моя любовь».

## Предыстория и релиз
В декабре 1999 года коллектив певицы начинает запись второго студийного альбома. В это же время был записан ремикс на песню «Снег». До этого Земфира уже записывала и другие версии композиции, в том числе, в октябре того же года была записана акустическая версия песни, которая должна была войти в переиздание благотворительного альбома «Мир в наших руках», посвящённого жертвам терактов. В тот момент певица подписала контракт с REAL Records, и релиз в составе сборника должен был стать её первой записью на новом лейбле.
Незадолго до Нового года был выпущен подарочный сингл «Снег», куда, кроме ремикса на эту песню, вошла концертная версия композиции «Лондон». 26 и 27 декабря музыканты «Zемфиры» раздавали «Снег» посетителям четырёх крупных музыкальных магазинов столицы. Издание сингла задумывалось как антипиратская акция: он не поступал в продажу, и его появление на музыкальных прилавках, как было заявлено, могло свидетельствовать лишь об активной деятельности музыкальных пиратов. 26 декабря сингл раздавался в магазинах «Пурпурный легион» и «Мелодия» на Новом Арбате. 27 декабря — в магазинах «Всесоюзный» в ЦУМе и «Союз» в ГУМе. По условиям акции, диск получали те, кто в обмен принесли любой пиратский CD. Вошедшая в сингл концертная версия песни «Лондон» в конце января 2000 года была перезаписана в сопровождении струнного квартета (двух скрипок, альта и виолончели) и вошла в подарочное издание второго альбома певицы.

## Реакция критики
На сайте «Звуки.Ру» сингл попал в рубрику «Альбом дня». В издании негативно описали ремикс на песню «Снег»: «получился вовсе уж истерический крик под рушащиеся электронные балки, — готовый саундтрек к последней битве Добра и Зла на заброшенном голливудском заводе». Песня «Лондон» получила положительную оценку. «Лучше всего Земфире, как всегда, удается самое нелепое — про волка-одиночку без таких вот звоночков. Это трогательное ощущение какой-то полнейшей культурной неадекватности, замешанное на абсолютной искренности и полном неумении „сделать красиво“ — как раз то, за что мы любим её так сильно», — писали на сайте.

## Список композиций
Слова и музыка всех песен — Земфира Рамазанова.
| №                   | Название            | Длительность |
| ------------------- | ------------------- | ------------ |
| 1.                  | «Снег (remix)»      | 3:11         |
| 2.                  | «Лондон (live)»     | 3:21         |
| Общая длительность: | Общая длительность: | 6:32         |

## Участники записи
В записи сингла приняли участие следующие музыканты:
- Земфира Рамазанова — вокал, музыка, лирика, гитара, ремикс;
- Ринат Ахмадиев — бас-гитара, ремикс;
- Сергей Созинов — барабаны, ремикс;
- Сергей Миролюбов — клавиши, ремикс;
- Вадим Соловьёв — соло-гитара, ремикс;
- Darkhouse — дизайн обложки.